# ADO in het seizoen 1966/67
Het seizoen 1966/1967 was het 13e jaar in het bestaan van de Haagse betaaldvoetbalclub ADO. De club kwam uit in de Nederlandse Eredivisie en eindigde daarin op de vierde plaats. Tevens deed de club mee aan het toernooi om de KNVB Beker, hierin werd in de tweede ronde verloren van Heracles (0–3).

## Wedstrijdstatistieken

### Eredivisie
|       | Ajax  | DOS   | DWS   | Elinkwijk | Feijenoord | Fortuna '54 | Go Ahead | GVAV  | MVV   | NAC   | PSV   | Sittardia | Sparta | Telstar | FC Twente '65 | Willem II | Xerxes |
| ----- | ----- | ----- | ----- | --------- | ---------- | ----------- | -------- | ----- | ----- | ----- | ----- | --------- | ------ | ------- | ------------- | --------- | ------ |
| Thuis | 2 – 0 | 6 – 1 | 1 – 0 | 6 – 1     | 1 – 1      | 2 – 0       | 1 – 1    | 3 – 0 | 0 – 0 | 4 – 3 | 3 – 2 | 1 – 2     | 2 – 1  | 2 – 1   | 2 – 1         | 6 – 1     | 0 – 1  |
| Uit   | 5 – 3 | 2 – 1 | 4 – 4 | 0 – 1     | 1 – 1      | 1 – 3       | 1 – 1    | 0 – 0 | 2 – 2 | 0 – 2 | 1 – 1 | 1 – 0     | 4 – 2  | 2 – 4   | 0 – 2         | 0 – 0     | 0 – 1  |

### KNVB Beker
| 1e ronde                                       | SC Cambuur                             | 0 – 1 Na verlenging | ADO               |
| 2 april 1967 Plaats: Leeuwarden Cambuurstadion |                                        |                     | 92' Henk Houwaart |
| 2e ronde                                       | Heracles                               | 3 – 0 (1 – 0)       | ADO               |
| 7 mei 1967 Plaats: Almelo Bornsestraat         | Dick Reekers 5' Hans Roordink 56', 81' |                     |                   |

### International Football Cup
| Groep A4                                             | RFC de Liège                                       | 1 – 2 (0 – 2)                      | ADO                                                                    |
| 29 mei 1966 Plaats: Luik Stade de Rocourt            | François Demarteau 56'                             | Wedstrijdverslag                   | 2' Harrie Heijnen 18' Lambert Maassen                                  |
| Groep A4                                             | FC Biel-Bienne                                     | 3 – 5 (2 – 0)                      | ADO                                                                    |
| 4 juni 1966 Plaats: Biel/Bienne Gurzelen Stadion     | Edgar Graf 37' Alex Matter 39' Ambros Leu 75'      | Wedstrijdverslag                   | 49' (pen.), 77' Kees Aarts 55', 80' Lambert Maassen 87' Piet van Miert |
| Groep A1                                             | ADO                                                | 2 – 0 (1 – 0)                      | Brescia Calcio                                                         |
| 11 juni 1966 Plaats: Den Haag Zuiderparkstadion      | Harrie Heijnen 30' Lambert Maassen 48'             | Wedstrijdverslag                   |                                                                        |
| Groep A4                                             | Brescia Calcio                                     | 1 – 1 (1 – 0)                      | ADO                                                                    |
| 19 juni 1966 Plaats: Brescia Stadio Mario Rigamonti  | Santino Maestri 12'                                | Wedstrijdverslag                   | 64' Kees Aarts                                                         |
| Groep A1                                             | ADO                                                | 4 – 2 (2 – 1)                      | FC Biel-Bienne                                                         |
| 26 juni 1966 Plaats: Den Haag Zuiderparkstadion      | Lambert Maassen 8', 74', 88' Piet van Miert 32'    | Wedstrijdverslag                   | 38' Charles Châtelain 69' (pen.) Edgar Graf                            |
| Groep A1                                             | ADO                                                | 2 – 1 (1 – 0)                      | RFC de Liège                                                           |
| 2 juli 1966 Plaats: Den Haag Zuiderparkstadion       | Lambert Maassen 43' Harrie Heijnen 83'             | Wedstrijdverslag                   | 55' Orazio Schéna                                                      |
| Kwartfinale                                          | ADO                                                | 1 – 0 (1 – 0)                      | IFK Göteborg                                                           |
| 14 september 1966 Plaats: Den Haag Zuiderparkstadion | Kees Aarts 20'                                     | Wedstrijdverslag                   |                                                                        |
| Kwartfinale                                          | IFK Göteborg                                       | 0 – 2 (0 – 0)                      | ADO                                                                    |
| 26 oktober 1966 Plaats: Göteborg Gamla Ullevi        |                                                    | Wedstrijdverslag                   | 50', 60' Henk Houwaart                                                 |
| Halve finale                                         | ADO                                                | 1 – 0 (1 – 0)                      | TJ Internacional Slovnaft Bratislava                                   |
| 28 februari 1967 Plaats: Den Haag Zuiderparkstadion  | Lambert Maassen 35'                                | Wedstrijdverslag                   |                                                                        |
| Halve finale                                         | TJ Internacional Slovnaft Bratislava               | 3 – 1 (2 – 1, 2 – 1) Na verlenging | ADO                                                                    |
| 15 maart 1967 Plaats: Bratislava Štadión Pasienky    | Anton Obložinský 2', 66' Juraj Szikora 103' (pen.) | Wedstrijdverslag                   | 18' Kees Aarts                                                         |

## Statistieken ADO 1966/1967

### Eindstand ADO in de Nederlandse Eredivisie 1966 / 1967
| Stand | Gespeeld | Gewonnen | Gelijk | Verloren | Punten | Doelpunten voor | Doelpunten tegen |
| ----- | -------- | -------- | ------ | -------- | ------ | --------------- | ---------------- |
| 4e    | 34       | 18       | 10     | 6        | 46     | 70              | 40               |

### Topscorers
| #      | Naam               | Goal |
| ------ | ------------------ | ---- |
| 1.     | Henk Houwaart      | 14   |
| 1.     | Lambert Maassen    | 14   |
| 3.     | Harrie Heijnen     | 12   |
| 4.     | Kees Aarts         | 11   |
| 5.     | René Pas           | 7    |
| 6.     | Piet de Zoete      | 5    |
| 7.     | Aad Mansveld       | 3    |
| 8.     | Harry Vos          | 2    |
| 9.     | Theo van der Burch | 1    |
| 9.     | Lex Schoenmaker    | 1    |
| Totaal | Totaal             | 70   |

| #      | Naam          | Goal |
| ------ | ------------- | ---- |
| 1.     | Henk Houwaart | 1    |
| Totaal | Totaal        | 1    |

| #      | Naam            | Goal |
| ------ | --------------- | ---- |
| 1.     | Lambert Maassen | 9    |
| 2.     | Kees Aarts      | 5    |
| 3.     | Harrie Heijnen  | 3    |
| 4.     | Henk Houwaart   | 2    |
| 4.     | Piet van Miert  | 2    |
| Totaal | Totaal          | 21   |